# الفطيرة المالطية
الفطيرة هي خبز مالطي على شكل حلقة، خميرة، عادة ما يتم تناولها مع حشوات مثل السردين، التونة، البطاطس، الطماطم الطازجة، البصل، الكبر، والزيتون. وتشمل الاختلافات الإقليمية فطيرة جوزو، التي تُقدم بشكل أشبه بالبيتزا من أن تكون ساندويتش. تُقدم فطيرة جوزو مفتوحة مع شرائح رقيقة من البطاطس فوق القشرة، أو تُطوى مثل الكالزون.

## التراث الثقافي غير المادي
بعد موافقة البرلمان المالطي بالإجماع على التصديق على اتفاقية يونسكو لحماية التراث الثقافي غير المادي، في عام 2018، أطلقت مديرية الثقافة في مالطا عريضة لتضمين الفطيرة المالطية كجزء من تراث يونسكو الثقافي غير المادي (ICH). ووفقًا لخبير محلي، "صناعة الفطيرة المالتية"، كما هو مدرج في الجرد الوطني التابع للمديرية، تعود إلى القرن السادس عشر. 
بناءً على دعوة عامة قوية، أعلنت حكومة مالطا أنها ستقدم الفطيرة المالطية إلى اليونسكو للنظر فيها كتراث ثقافي غير مادي. في عام 2020، تمت إضافة الفطيرة المالطية إلى قائمة التراث الثقافي غير المادي لليونسكو.